# Е (город)
Е (бирм. ရေးမြို့, мон. ဍုၚ်ရေဝ် [jé mjo̰]) — город в южной части штата Мон в Мьянме. Он является главным городом волости Е в округе Моламьяйна. Город расположен на реке Е, которая впадает в залив Моутама, в окружение холмов Танинтайи на востоке. Климат — тёплый, умеренный. Экономика города базируется в основном на выращивании плодов бетеля, производстве резины, рыболовстве и торговле. Е расположен на моламьяйн-тавойской железнодорожной линии. Действует морской порт. Большинство населения — этнические моны. Е является центром обучения монскому языку.
Население — 36 027 чел. (2011).